# Cytase
Les cytases sont des enzymes contenues dans les graines de certaines plantes, en particulier les céréales, leur permettant de dissoudre la membrane de cellulose constituant les parois cellulaires. Elles hydrolysent pour ce faire des oses, tels que le mannane, le galactane, le xylane et l'arabane.